# Reisetagebücher Ernst Jüngers
Ernst Jünger schrieb neben seinen berühmten Kriegstagebüchern In Stahlgewittern (Erster Weltkrieg) und Strahlungen (Zweiter Weltkrieg) elf Reisetagebücher. Die Reisen ab seinem 70. Lebensjahr sind dann ins Altersdiarium Siebzig verweht eingegangen.

## Reisetagebücher
- Aus der Goldenen Muschel (Sizilien 1929, veröffentlicht 1944)
- Dalmatinischer Aufenthalt (Kroatien 1932, veröffentlicht 1934)
- Myrdun (Norwegen 1935, veröffentlicht 1943)
- Atlantische Fahrt (Brasilien 1936, veröffentlicht 1947)
- Ein Inselfrühling (Rhodos 1938, veröffentlicht 1948)
- Ein Vormittag in Antibes (Südfrankreich 1950, veröffentlicht 1960)
- Am Sarazenenturm (Sardinien 1954, veröffentlicht 1955)
- Serpentara (Sardinien 1955, veröffentlicht 1957)
- San Pietro (Sardinien 1956, veröffentlicht 1957)
- Xylokastron (Griechenland 1964, veröffentlicht 1982)
- Spitzbergen (Norwegen 1964, veröffentlicht 1982)

## Inhalt
Jüngers Tagebücher bestehen größtenteils aus mit Ort und Datum versehenen Einträgen, die in der Regel Beobachtungen verzeichnen, denen allgemeinere Reflexionen folgen. Die Bücher Dalmatinischer Aufenthalt, San Pietro, Serpentara und Ein Vormittag in Antibes sind dagegen als durchgehender Text ohne Orts- und Datumsangaben verfasst.
Das Interesse Jüngers gilt vor allem der Natur – insbesondere den Blumen und Käfern –, der kulinarischen Kultur sowie der Geschichte resp. der Geschichtsphilosophie und den alten Mythen, die mit den besuchten Orten in Verbindung stehen. Aktuelle Politik und gesellschaftliche Themen sind weitaus weniger präsent. Ein öfter anzutreffendes Motiv ist das Bedauern über die zunehmende Technisierung, wenn er etwa bei seinem wiederholten Besuch Sardiniens verzeichnet, dass in seiner Unterkunft im Vergleich zum Vorjahr mittlerweile elektrisches Licht statt Kerzen verwendet wird.
Meist ist Jünger in Begleitung unterwegs, so in Dalmatien, Rhodos, Sardinien und Spitzbergen mit seinem Bruder Friedrich Georg Jünger, in Sizilien und Norwegen mit Ernst Hugo Fischer, in Antibes mit Umm-el-Banine und in Xylókastron mit seiner zweiten Ehefrau Liselotte Jünger. Die Reise nach Brasilien erfolgt zwar mit einer Reisegruppe, diese wird jedoch nicht erwähnt. Andere Reisen wie die in die USA 1958 wurden nicht literarisch verwertet.
Jüngers Verständnis als Autor zufolge sind bei den Tagebüchern die Notate vor Ort die Grundlage für spätere Verarbeitung und Erweiterung. Teilweise liegt zwischen der Reise und der Veröffentlichung des Journals über ein Jahrzehnt. So schreibt er in seinem Kriegstagebuch Strahlungen am 23. März 1944: „Gestern schloß ich die Abschrift meines sizilischen Tagebuches von 1929 ab, dem ich den Titel »Die Goldene Muschel« gab. Der Text hat sich dabei bedeutend vermehrt. Die kurzen Notizen solcher Reisehefte entfalten sich bei der Revision wie Teeblumen.“ Beispielsweise hat Jünger dem Tagebuch Xylokastron im Nachhinein, 16 Jahre nach der Reise, einen Epilog hinzugefügt, der den Bericht um allgemeine Gedanken zur griechischen Mythologie ergänzt.